# Кувейтско-саудовские отношения
Кувейтско-саудовские отношения — двусторонние дипломатические отношения между Кувейтом и Саудовской Аравией. Протяжённость государственной границы между странами составляет 221 км.

## История
С 1922 по 1969 год существовала Саудовско-кувейтская нейтральная зона, территория площадью 5770 км² между Саудовской Аравией (на момент её образования — Недждом) и Кувейтом, временно оставшаяся «ничейной» землёй, когда между двумя государствами после подписания 2 декабря 1922 года Укайрского договора была установлена граница. Соглашение о демаркации линии раздела Нейтральной зоны было подписано 17 декабря 1967 года, но официально не вступало в силу до его ратификации с обеих сторон (ратифицировано Кувейтом 18 декабря 1969 года) и Саудовской Аравией 18 января 1970 года. 
В 1981 году был создан Совет сотрудничества арабских государств Персидского залива (который включает в себя Саудовскую Аравию, Кувейт, ОАЭ, Оман, Бахрейн и Катар) для обеспечения коллективной безопасности государств-членов. На практике, вторжение Ирака в Кувейт в 1990 году показало, что ССАГПЗ оказался неэффективным в сдерживании и реагировании на агрессию со стороны соседних государств. Саудовская Аравия приняла активное участие в начавшейся кампании по освобождению Кувейта под руководством Соединённых Штатов Америки.
31 июля 2015 года в СМИ была опубликована тайная переписка министров нефти Кувейта и Саудовской Аравии. В переписке было указано, что под давлением Саудовской Аравии Кувейт был вынужден снизить уровень добычи нефти на своих месторождениях, что повлекло за собой огромные финансовые потери для экономики Кувейта. После опубликования переписки, представители Кувейта отвергли все инсинуации и заявили, что с Саудовской Аравией у Кувейта прекрасные отношения. В январе 2016 года Кувейт поддержал Саудовскую Аравию в её конфликте с Ираном и отозвал своего посла из Тегерана. В июне 2016 года было объявлено, что Кувейт и Саудовская Аравия начали углублять военное сотрудничество. В частности, саудовские военные инструкторы стали обучать кувейтских кадетов в академиях.